# Willem Driebergen
Willem Driebergen (ur. 4 czerwca 1892 w Katwijk aan Zee, zm. 7 kwietnia 1965 w Harmelen) – holenderski szermierz, brązowy medalista mistrzostw świata.
Podczas mistrzostw świata w Pieszczanach w 1938 roku Holendrzy w składzie: Willem Driebergen, Antonius Montfoort, Frans Mosman, Jacques Van der Voodt i Pieter van Wieringen zdobyli brązowy medal w szabli drużynowej.
Na igrzyskach olimpijskich w Amsterdamie w 1928 roku był piąty w szpadzie drużynowej, a w turnieju indywidualnym odpadł w półfinałach. Brał też udział w igrzyskach olimpijskich w Berlinie w 1936 roku, gdzie drużynowo i indywidualnie dotarł do ćwierćfinałów. 
W 1968 roku wraz z żoną uhonorowany tytułem Sprawiedliwego wśród Narodów Świata.